# Chlorissa gelida
Chlorissa gelida är en fjärilsart som beskrevs av Butler 1889. Chlorissa gelida ingår i släktet Chlorissa och familjen mätare. Inga underarter finns listade i Catalogue of Life.